# Juan Montalvo
Juan María Montalvo Fiallos (Ambato, Equador, 13 de abril de 1832 – Paris, França, 17 de janeiro de 1889) foi um ensaísta e romancista equatoriano. Seu pensamento liberal foi fortemente marcado pelo anticlericalismo e pela oposição aos ditadores Gabriel García Moreno e Ignacio de Veintemilla. Na sequência da publicação da revista Cosmopolitan, na qual criticou a ditadura de Garcia Moreno, Montalvo viajou para a Colômbia, onde escreveu grande parte do resto de seu trabalho. Um de seus livros mais conhecido é Las Catilinarias, publicado em 1880. Entre seus ensaios incluem: Siete tratados (1882) e Geometría Moral (póstumo, 1902). Ele também escreveu uma sequência de Dom Quixote, chamada de Capítulos que se le olvidaron a Cervantes. Ele morreu de pleurisia em Paris. Seu corpo foi embalsamado e exposto em um mausoléu em Ambato.

## Biografia

### Infância e formação
Seu pai, Don Marcos Montalvo, filho de um imigrante de Andaluzia, se dedicava em negócios de rua em  Quinchicoto perto Ambato, ele encontrou Josefa Villacres Fiallos, com quem se casou 20 de janeiro de 1811. Depois de um tempo o casal foi morar em Ambato, uma cidade em que Don Marcos veio a se destacar. < Alguns irmãos dele veio a falecer durante suas infâncias, John tornou-se o filho mais novo, e seus pais procuraram enche-lo de cuidados.
Ele teve sete filhos: Francisco, Francisco Javier, Mariano, Alegría, Rosa, Juana e Isabel. Sua infância foi passada não só em casa, mas também na vizinha de Ficoa. Em 1836 sofria de varíola e seu rosto estava marcado. Aos sete, ele foi para a escola, em um edifício humilde, mal gerido e sustentado. Em 1843, quando tinha onze anos, seu irmão foi preso, encarcerado e exilado por enfrentar politicamente a ditadura de Juan José Flores. De acordo com o escritor Galo Rene Perez, o exílio de seu irmão "deixou uma lesão moral qual nunca se recuperou", levando a odiar ditaduras. Em 17 de Fevereiro de 1857, durante o governo de Francisco Robles, Montalvo foi nomeado civil com base na embaixada equatoriana em Roma, enquanto Francisco Javier Salazar foi nomeado secretário na mesma base.
Em 1845, seu irmão retornou de seu exílio no Peru, e levou-o consigo para Quito para continuar seus estudos. Seus dois irmãos mais velhos, Francisco e Francisco Javier, orientou e influenciou ele em seu gosto pela literatura e letras, além de ter criado, cada um com o seu prestígio, um ambiente mundial favorável de seus estudos. Em 1846 e 1848 começou a estudar gramática latina na escola em San Fernando. Mais tarde, estudou filosofia em um seminário sacerdotal em San Luis, onde recebeu o grau de mestre, e, em seguida, se juntou a Universidade de Quito para estudar Lei, não porque queria ser um advogado, mas por causa de uma escolhe entre as profissões (medicina, direito e teologia) sendo o menos desagradável.
Em Quito se tornou amigo do poeta e político liberal Julho Zaldumbide, com quem se reuniu continuamente. Em casa, às vezes assistiam praticantes de letras, destinado a se tornar escritores conhecidos: Augustine Yerovi Jose Espinosa e Miguel Riofrio Modesto. Juntos, eles discutiram os grandes autores românticos europeus. Em 1853 o presidente Urbina ordenou a libertação de estudos em faculdades e universidades. Para os novos regulamentos, Montalvo foi privado de sua posição como secretário na escola San Fernando e ele foi obrigado a abandonar a sua carreira de direito. Então, ele decidiu voltar para Ambato.
Na atmosfera sombria e melancólica de sua casa, com o falecimento de seus pais e seu irmão mais velhos  Concentrou-se no enriquecimento de sua formação autodidática, usando suas notações em cadernos que tinha preservados. Ele estudou gramática espanhola e tratados de caráter linguístico. Professando uma relação consciente para Capmany e Clemencín, ambos estavam convencidos de que era necessário para estabelecer a originalidade estilística na forma correta dos clássicos e mais notáveis estudiosos.

### Primeira viagem para a Europa
Em 17 fevereiro de 1857, durante o governo de Francisco Robles, Montalvo foi nomeado civil com base na embaixada equatoriana em Roma, enquanto Francisco Javier Salazar foi nomeado secretário do mesmo. Em grande medida, esta nomeação foi graças às medidas de seu irmão influente, Dr. Francisco Javier Montalvo. Em meados de julho veio a França. Embora a sede das suas funções como vice-Civil foi em Roma, Montalvo permaneceu em Paris por seis meses, por razões alheias à sua vontade. Lá ele conheceu Don Pedro Moncayo, diplomata equatoriano, que lhe deu instalações para estímulo intelectual e celebridades francesas, como Lamartine e Proudhon. de janeiro a agosto de 1858, ele correspondia com seu irmão Francisco Javier, as cartas eram destinadas a publicações em um semanal em Quito chamado  La democracia, estes escritos, que influenciaram uma parte importante da criação de sua futura revista  Cosmopolitan  não eram bem-vindos no Equador. Durante esta fase, em Paris, Montalvo tornou-se melancólico, pois, sentia falta de sua província, Tungurahua. Em Los proscritos, ensaio aparecedio em El Cosmopolita, escreveu:

## Ligações Externas
- Ensaio "Ojeada sobre América" tirado de El Cosmopolita
- Ensaio "Los Indios" tirado de El Espectador
- Roberto Andrade: Montalvo e García Moreno
- Lascano, Mario: Juan Montalvo e sua época